# Флаг Новой Зеландии
Флаг Но́вой Зела́ндии представляет собой изменённый кормовой флаг с Юнион Джеком в левой верхней четверти и четырьмя красными звёздами с белой окантовкой в правой части. Звёзды имеют разный размер и символизируют созвездие Южный крест. Юнион Джек символизирует связь с Великобританией.
Первый флаг Новой Зеландии появился ещё до того, как она стала колонией Великобритании. Этот флаг выбрали вожди коренного населения — маори — в 1834 году; внешне флаг представлял собой крест святого Георгия, в правой верхней четверти которого находился другой крест и четыре звезды, на синем фоне. После колонизации 1841 года новозеландцы начали использовать британские флаги.
Пропорции флага 1:2, использованы красный (Pantone 186C), синий (Pantone 280C) и белый цвета. Цвета и пропорции повторяют британский флаг.
После обретения Новой Зеландией независимости начались дискуссии о необходимости изменения дизайна флага. В 2015 году вопрос был вынесен на референдум, в ходе которого 56,61 % проголосовавших высказались против изменений, и в результате был сохранён прежний флаг, официально принятый в 1902 году.

## История

### Флаг объединённых племён

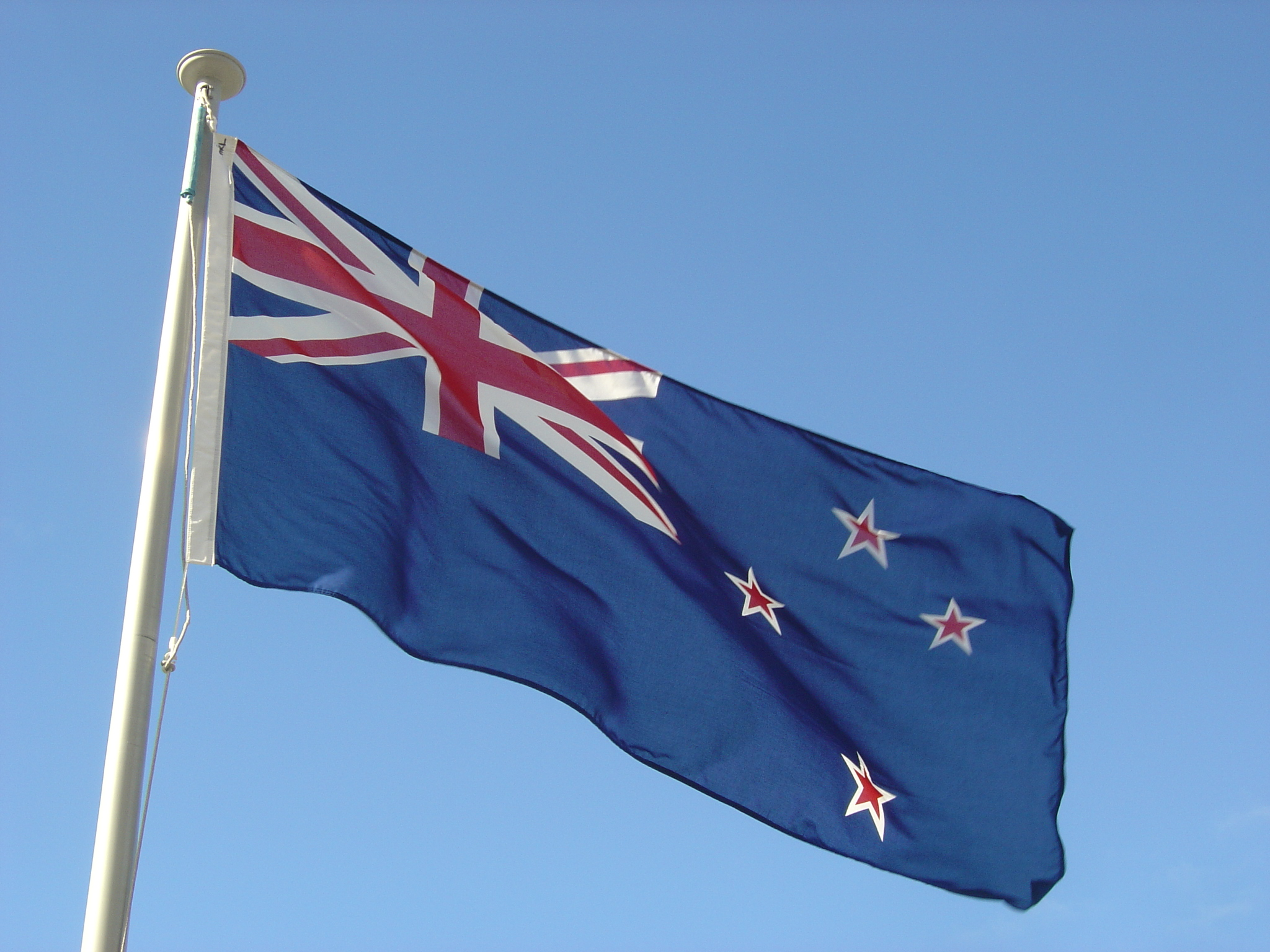
Флаг Новой Зеландии, вывешенный на Улье в Веллингтоне

Необходимость флага для Новой Зеландии стала очевидна, когда торговое судно Sir George Murray, построенное в Хокианге, арестовали на сиднейской таможне за выход в море без флага, что является нарушением британского закона навигации. На тот момент Новая Зеландия не была колонией и не имела флага. Среди пассажиров корабля были два высокопоставленных вождя маори, вероятно, их звали Патуонэ и Таонуи. Задержание корабля подняло волну негодования среди маори, но корабль отказывались отпускать до появления на нём флага.
Дата появления первого флага страны точно не известна, это либо 9 или 20 марта 1834 года, он принят в результате голосования объединённых племён на собрании вождей, организованном в Вайтанги британцем Джеймсом Басби. Объединённые племена годом позже в том же месте приняли декларацию независимости. Было предложено три флага авторства Генри Уильямса. Вожди отвергли два варианта, на которых присутствовал британский флаг, выбрав георгиевский крест или военно-морской флаг Великобритании, который использовался на кораблях Миссионерского общества. Этот флаг стал известен как «флаг объединённых племён Новой Зеландии» и его описание было опубликовано в ново-южноваллийской газете в августе 1835 года, однако там не было указано количество лучей у звёзд.
Этот флаг до сих пор развевается на флагштоке в Вайтанги, а также его вывешивают на день Вайтанги.

Одно из отвергнутых предложений
Изначальный дизайн флага объединённых племён
Нынешний флаг объединённых племён

### Британский флаг
После подписания договора Вайтанги флагом Новой Зеландии стал британский, хотя предыдущий продолжал развеваться на некоторых судах, а кое-где и на суше. К примеру, поселение Новозеландской компании в Веллингтоне использовало флаг объединённых племён до приказа о замене в мае 1840, изданном губернатором Гобсоном.

### Флаги на основе синего кормового флага

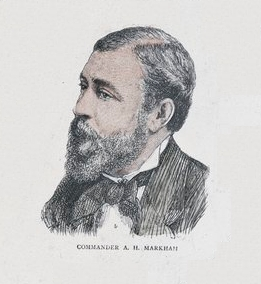
Альберт Маркем, автор дизайна нынешнего флага Новой Зеландии

Первый флаг Новой Зеландии, основанный на британском морском флаге, появился в 1867 году вслед за законом об морской обороне колоний (англ. Colonial Navy Defence Act 1865), требовавшим от колоний вывешивать Юнион Джек с эмблемой колонии. У Новой Зеландии таковой не было, поэтому вместо неё на флаг нанесли буквы «NZ».
В 1869 году помощник командира шлюпа HMS Blanche Альберт Маркем предложил губернатору Новой Зеландии Джорджу Боуину дизайн с четырьмя звёздами Южного Креста. Изначально предполагалось, что этот флаг будет использоваться только на государственных кораблях, но фактически стал использоваться как государственный начиная с подъёма патриотизма во Второй англо-бурской войне. Либеральное правительство Новой Зеландии официально избрало вариант со звёздами, Эдуард VII подписал закон о флаге 24 марта 1902 года. Флаг объединённых племён изображён на реверсе медалей за участие во Второй англо-бурской войне, что демонстрирует его относительную распространённость в то время.

Кормовой флаг
Флаг Новой Зеландии в 1867—1869 годах
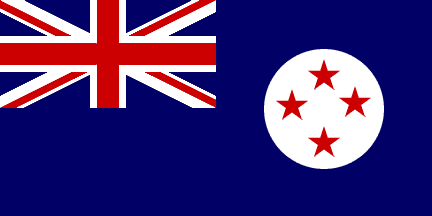
Сигнальный флаг, 1899 год

## Юридический статус
Национальный флаг в законодательстве назван «символом страны, правительства и народа Новой Зеландии»; закон о флаге, как и большинство законов, может быть изменён, если за изменение проголосует простое большинство членов Парламента.

### Предложение о закреплении
В марте 1994 года премьер-министр Джим Болджер публично поддержал изменение политического строя страны на республику. В ответ на это член парламента от ХДП Грэм Ли внёс на рассмотрение законопроект «О защите флагов, гимнов, эмблем и названий». Если бы он прошёл, то изменение законов о флаге и гимне требовало бы поддержки 65 % членов парламента. Законопроект не прошёл второе чтение (26 против 37).

## Дискуссии по изменению флага Новой Зеландии

«Флаг кору», созданный в 1983 году Фриденсрайхом Хундертвассером

Проект нового флага Новой Зеландии, который был вынесен на референдум в марте 2016 года наряду с нынешним флагом, но отвергнут избирателями

Недовольство флагом, использовавшимся в XIX веке и принятым официально в 1902 году, было вызвано рядом аспектов. Во-первых, в нём отражена символика колониальных времён, в то время как Новая Зеландия получила полную независимость в 1947 году. Во-вторых, он очень похож на флаг Австралии, что временами приводит к путанице. Кроме того, он не содержит символики коренного населения Новой Зеландии — маори, что вызывает протест этой группы населения страны.
Споры об изменении флага начались до мая 1973 года, когда лейбористы на национальной конференции проголосовали против соответствующего предложения. В ноябре 1979 года министр иностранных дел Алан Хайет предложил поменять флаг страны и попытался найти художников, чтобы создать новый флаг с серебряным папоротником. Предложение не получило значительной поддержки. В 1998 году премьер-министр Дженни Шипли поддержала призыв министра культуры Мэри Хаслер об использовании флага с серебряным папоротником на чёрном фоне в качестве альтернативного. 5 августа 2010 года член парламента от лейбористов Чарльз Чаувел внёс личный законопроект о создании консультативной комиссии и организации референдума о флаге.
Премьер-министр Джон Ки 11 марта 2014 года объявил о том, что планирует провести референдум о флаге во время работы 51-го созыва парламента.

Вариант A
Вариант B
Вариант C
Вариант D
Вариант E

Первый раунд референдума о новом флаге Новой Зеландии состоялся в ноябре — декабре 2015 года. Из предложенных пяти вариантов победу одержал рисунок серебряный папоротник с чёрно-синим фоном. По задумке дизайнера Серебряный папоротник олицетворяет рост нации, а Южный крест — местоположение Новой Зеландии. Синий представляет чистую атмосферу Новой Зеландии и Тихий океан. Однако его эстетическая составляющая была раскритикована. При этом долгое время лидировал аналогичный вариант, но с красным цветом вместо чёрного (вариант Е).
Второй референдум состоялся в марте 2016 года. На нём избиратели отвергли новый проект флага (56,61 % высказались за сохранение прежнего флага).

## Прочие флаги

Прочие новозеландские флаги
Флаг генерал-губернатора Новой Зеландии[англ.]
Флаг флота
Коммерческий флаг[англ.]*
Кормовой флаг для государственных судов
Флаг ВВС
Национальный флаг маори, Тино-рангатиратанга[англ.][23]
Флаг полиции[англ.]
Флаг яхт-клубов
Флаг гражданской авиации